# Chrysobothris horvathi
Chrysobothris horvathi es una especie de escarabajo del género Chrysobothris, familia Buprestidae. Fue descrita científicamente por Gebhardt en 1926.